# Магрибский неолит
Магрибский неолит — группа однородных археологических культур, существовавших на севере Африки. Представляет собой культурную однородность, основанную на капсийской традиции в Сахаре и на западе Алжира, и на иберо-мавританской традиции в Марокко и Тунисе; в зонах же, где ни одна из этих двух культур не была представлена, существовал своеобразный сахарско-магрибский неолит.
Неолитическая капсийская культура дала начало другим неолитическим культурам капсийской традиции, для которых было характерно наличие микролитов. Традиция получила широкое распространение около 3000 года до н. э. (здесь и далее — устаревшая некалиброванная «короткая» хронология). Примерно в то же время появляется магрибская культура пещер.
В то же самое время в сахарской зоне и в Марокко возникает и процветает сахарское наскальное искусство, что, вероятно, совпало с продвижением на эти земли носителей неолитической капсийской культуры. Огромные изображения, выгравированные на скалах, обнаружены на большой территории между горным массивом Неменча до Марокко, окрестностей Джельфы, Тиарета и запада Атласских гор. На изображениях представлены многочисленные дикие животные (слоны, носороги, буйволы, львы, жирафы, антилопы), что указывает на охотничий образ жизни людей, их изобразивших. С другой стороны, также представлен домашний скот — овцы и ослы. Некоторые мотивы напоминают искусство культуры пещер доисторической Иберии.
Начиная с 3000 года до н. э. (некалиброванная хронология) засвидетельствованы контакты между Европой (Иберийский полуостров) и Магрибом, и наоборот. Также отмечены контакты между Магрибом и некоторыми островами Средиземного моря (Сицилия, Мальта, Сардиния, Корсика), куда магрибские мореплаватели прибыли, вероятно, после 2000 года до н. э. Однако, даже несмотря на эти путешествия, большая часть культурного влияния и инноваций приходила с востока (например, собака и другие домашние животные — из Египта; кардиальная керамика (?); злаки), позднее из Андалусии распространились колоколовидные кубки.
Около 2000 года до н. э. (некалиброванная хронология) с Иберского полуострова проникают различные влияния: это культура дольменов (алжирский некрополь Рокния) и культура колоколовидных кубков. Магрибские дольмены имели небольшой размер, по сравнению с дольменами Атлантической Европы: это были гробницы в форме башен или прямоугольных «каменных ящиков» с выгравированными на камне изображениями. Подобные погребения характерны, например, для культуры ямных погребений в Каталонии и более поздней аргарской культуры финального неолита.
С культурой колоколовидных кубков связаны некоторые находки в Магрибе, но их меньше, чем на юге Иберского полуострова. Представляется очевидным, что Магриб был вторичной зоной распространения данной традиции во времена медного века около 1700—1200 годов до н. э. (устаревшая некалиброванная хронология) — эпохи, характеризовавшийся заметной скудостью ресурсов и зависимостью от средиземноморских регионов.
Около 1500 года до н. э. в Магрибе появляются воины, вооружённые мечом и дротиком. Население этой культуры, наложившейся на автохтонные пастушеские культуры, разводило лошадей. Эти воинственные народы, имевшие оружие, похожее на вооружение современных туарегов, принесли с собой арабского скакуна, колесницу, металлическое оружие и в целом обработку металла. Возможно, это были известные античным историкам гараманты и гетулы, сооружавшие погребальные монументы и почитавшие «солнечного барана».
В тот же самый период волна мигрантов с марокканского побережья, возможно, спасаясь от вторженцев, населяет Канарские острова. Эти мигранты относились к кроманьоидному антропологическому типу, сохранившемуся также в Марокко («мехтоиды»). Тогда же регион испытал интенсивное влияние Средиземноморья: дольмены Алжира и Туниса, видимо, связаны происхождением с дольменами Италии и Сардинии; гробницы, раскопанные в скалах («ханут», множ. число «хауанет») на севере Туниса, также напоминают гробницы на юге Италии; расписная лепная (то есть выполненная без гончарного круга) керамика (именуемая «берберская» или «кабильская») распространилась по всему Магрибу, однако происходила она с востока и пришла через Сицилию.
В период финального магрибского неолита местное население было оседлым, сооружало крупные некрополи, занималось земледелием и скотоводством, изготавливало лепную керамику с орнаментом, в которой заметно влияние Восточного Средиземноморья. Начинает возникать городская цивилизация.
В северной Африке (в частности, в Тунисе) засвидетельствованы многочисленные мегалиты, однако их изучение началось относительно недавно, и их датировка вне археологического контекста затруднительна.